# キプロス・ラリー

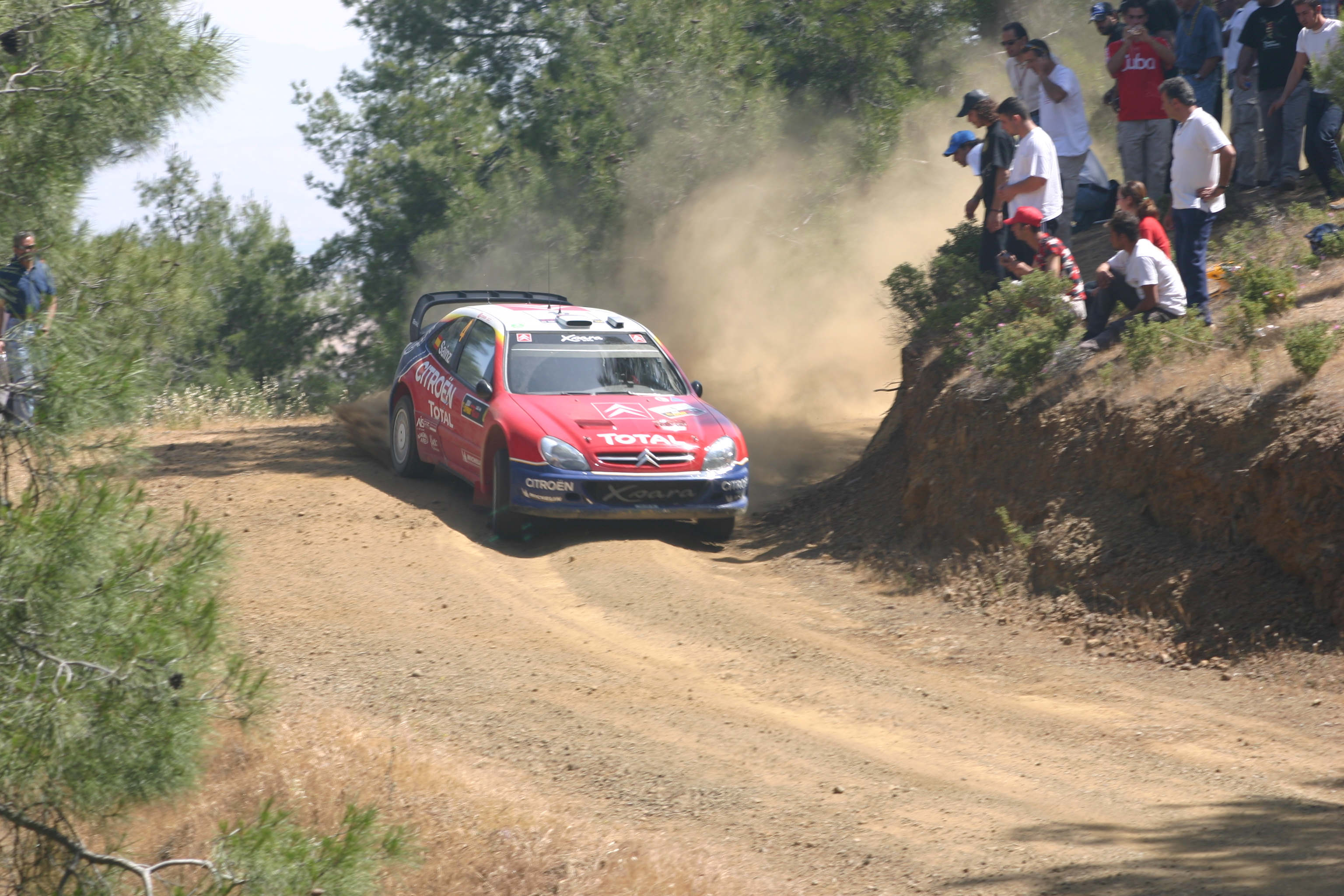
2004年

キプロス・ラリー（Cyprus Rally）は、キプロスで開催される中東ラリー選手権（MERC）の中の一戦である。1970年からキプロス自動車協会が毎年開催。1984年から1999年まではヨーロッパラリー選手権（ERC）、2000年から2006年までと2009年は世界ラリー選手権（WRC）、2010年から2012年まではインターコンチネンタル・ラリー・チャレンジ（IRC）の一戦であった。現在は中東ラリー選手権とヨーロッパラリー選手権（ERC）としての開催になっている。
アクロポリス・ラリーと同じく埃が多く、大きな石や岩がたくさん転がるラフなグラベルコースで、またタイトなコーナーが多く直線距離が短いため、当時としてはWRC全体の中で、1番平均スピードの遅いラリーとして知られていたが、2009年のWRCよりグラベルとターマックのミックスイベントに変更された。

## 主な優勝ドライバー
- 2000年：カルロス・サインツ
- 2001年：コリン・マクレー
- 2002年：マーカス・グロンホルム
- 2003年：ペター・ソルベルグ
- 2004年-2006年・2009年：セバスチャン・ローブ
- 2010年・2012年-2013年・2015年・2017年・2019年：ナサール・アルアティヤ
- 2011年：アンドレアス・ミケルセン
- 2014年：ヤジード・アル＝ラジ